# ヘルバ (小惑星)
ヘルバ (880 Herba) は小惑星帯にある、比較的離心率の大きな小惑星。マックス・ヴォルフがハイデルベルクのケーニッヒシュトゥール天文台で発見した。
ギリシア神話で災いと貧困の神とされるヘルバに因んで名付けられた。